# Meridian von Paris

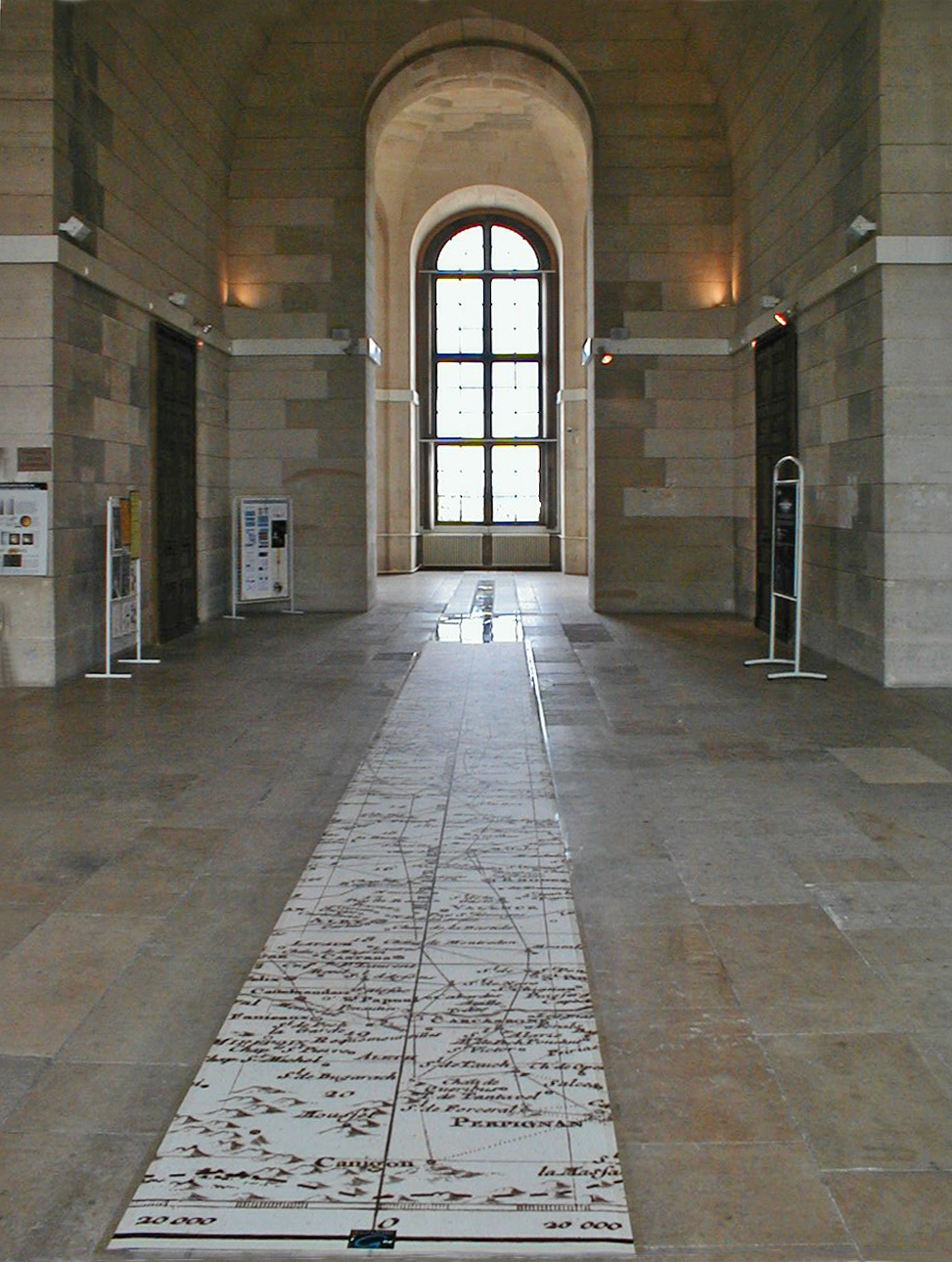
Salle méridienne, auch Salle Cassini im Pariser Observatorium: Der Meridian als Bodenmarkierung.

Der Meridian von Paris war ein vor der Internationalen Meridian-Konferenz verwendeter Nullmeridian. Er liegt 2° 20′ 14.025″ östlich des seither allgemein verwendeten Meridians von Greenwich. Der Meridian von Paris führt mitten durch das Pariser Observatorium.

## Geschichte des Meridians
Der Meridian von Paris wurde am 21. Juni 1667, dem Tag der Sommersonnenwende, von Adrien Auzout, Jacques Buot, Bernard Frénicle de Bessy, Jean Picard und Jean Richer, Mathematikern und Astronomen der Académie Royale des Sciences, durch eine Markierung auf einem Stein festgelegt, über der danach das Pariser Observatorium gebaut wurde. Die Längendifferenz zu dem bis dahin allgemein verwendeten Ferro-Meridian wurde meist mit 22° 30′ kalkuliert. Bis zur oben genannten Konferenz im Jahre 1884 bildete er einen wichtigen Nullmeridian (neben dem weit verbreiteten Ferro-Meridian u. a.) und wurde auf der Konferenz auch als Alternative zu dem letztendlich vereinbarten Meridian von Greenwich gehandelt.
Entlang des Meridians von Paris wurden mehrfach Gradmessungen durchgeführt.

## Temps moyen de Paris
Der Meridian war auch seit dem 9. März 1911 (Loi du 9 mars 1911) der Standardbezug der Heure légale die Temps moyen de Paris (t.m.P.), der für Frankreich verbindlichen Normzeit. Selbst nach Übernahme der Weltzeit verblieb Frankreich beim gesetzlichen Bezug t.m.P.− 9′ 21″, nicht bei GMT/UT/UTC selbst, wobei die t.m.P. mit der Weltzeit auf genau diese Differenz koordiniert war (gemeinsame Schaltsekunden). Der Wert war bis 9. August 1978 rechtsgültig, erst seither ist per Dekret die UTC die Normalzeit der französischen Heure légale. Frankreich (Hauptland, Zone MEZ/MESZ) hatte also beispielsweise die Zeit t.m.P.+50′ 39″, nicht (nach 1968) UTC+1 – dieser Wert gilt erst nach 1978.

## Denkmäler
Der Meridian wird durch mehrere historische Säulen (Meridiansteine) gekennzeichnet.

### Dibbets’ künstlerische Hommage: Arago-Medaillons

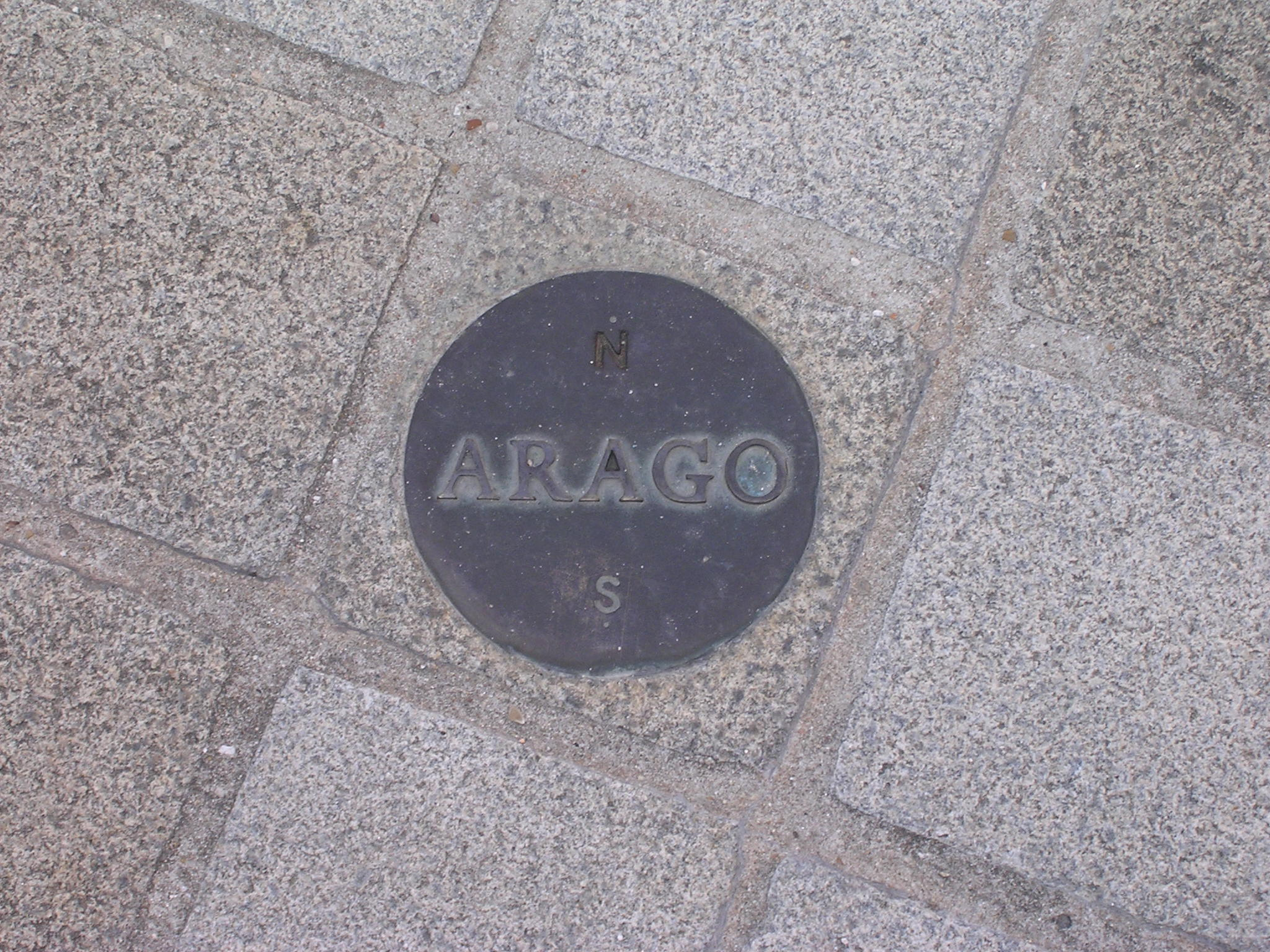
Arago-Medaillon des Nullmeridians von Paris

Der niederländische Konzeptkünstler Jan Dibbets markierte den alten Nullmeridian im Jahre 1995 durch diskret in Straßenpflaster, Bürgersteige, Höfe und verschiedene Gebäude eingelassene bronzene Plaketten, die Arago-Medaillons, eine Hommage an den Physiker und Menschenrechtler François Arago.
Von diesen ursprünglich 135 bisher wenig beachteten Plaketten sind einige seit der Veröffentlichung von Dan Browns Bestseller Sakrileg gestohlen worden. Der im Buch für Dibbets’ Kunstwerk verwendete Begriff „Rosenlinie“ ist eine Erfindung Browns. Falsch ist auch dessen Darstellung, der Meridian durchquere die umgekehrte Glaspyramide des Louvre. Anders als im Film dargestellt, ist daher über der Pyramide kein Arago-Medaillon zu finden.